# 高平陵之变
高平陵之變，或称正始之變，发生在三国时期的魏国，是魏國建立後的重大政變。源自大將軍曹爽和重臣太傅司马懿之間的权力鬥争，最后司马懿趁曹爽與魏帝曹芳到高平陵謁陵時發動政變，控制京城，族滅曹爽而结束，自此司馬氏全面掌權，此後曹氏皇帝皆淪為司馬家傀儡，為日後司馬氏篡奪曹魏政權，建立晉朝立下基礎。

## 起因
魏明帝曹叡於景初三年（239年）駕崩，遺詔由年僅八歲的皇太子曹芳繼位，並由大將軍曹爽和太尉司馬懿輔政。曹爽是曹真之子，辅政之初，曹爽因司馬懿年龄和威望较高，侍奉司馬懿如父一般，不敢专行。何晏等人向曹爽进言「权力不宜委之于人」，后曹爽开始专权，重用何晏、鄧颺、李勝、畢軌、丁謐等人，排斥司马懿；且不久即晉升司馬懿為太傅而奪去他的軍權。之後又任命弟弟曹羲和曹訓為中領軍及武衛將軍，曹爽集團於是完全掌握宮廷禁軍。從此曹爽和何晏等心腹控制朝廷運作，權傾朝野，曹爽更以魏明帝才人为歌伎，僭用皇帝仪仗，而同為輔政大臣的司馬懿則被架空。
後曹爽提拔夏侯玄為征西將軍，而中護軍一職改由司馬師擔任。正始六年（245年）八月，曹爽意圖又撤銷中壘及中堅營，以其營兵直隸中領軍曹羲以強化軍力，司馬懿以此為先帝舊制反對但不果。
司马懿無法參與政令決策，為等待時機，凝聚力量，於正始八年（247年）藉故病辭職以避曹爽。次年，李勝到荊州上任刺史前向司馬懿辭行，司馬懿更在他面前裝重病的樣子，因此令曹爽對他更鬆懈；但於此同時，司馬懿卻与司马师暗中准备兵变，司马师甚至为了此政变，暗养死士三千人。

## 經過
正始十年正月初六（249年2月5日），少帝曹芳拜谒高平陵，曹爽兄弟及其亲信們皆随同前往。司馬懿和司馬師以及三千死士於宮內司馬門聚集，前往武庫，途徑曹爽府門，曹爽帐下督严世上楼，用弩瞄準司馬懿，曹爽門人孙谦卻拉拽嚴世的肘制止并說：「天下事未可知！」導致嚴世無法襲擊。司马懿控制武库后，藉皇太后郭氏诏令，关闭洛阳城门，率兵佔領洛水浮橋。接著任命司徒高柔假節行大將軍事，接管曹爽軍權；并以桓範为中领军，桓範在其子劝说下拒绝，改以王觀行中領軍事，接管曹羲軍隊。
司马懿控制城內，隨即派人上奏皇帝曹芳，宣称奉太后詔書，罷免曹爽兄弟。詔書先传至曹爽手中，曹爽惶然不知如何是好，也不敢送給曹芳，将车驾留在伊水以南住下，伐木为鹿角，发屯甲兵数千人自卫。司马懿对司马孚说皇帝在外不可露宿，将帐幔、御膳送到行在。大司農桓範在政變發生後不顧下屬勸阻，与曹爽司馬魯芝、参军辛敞、主簿楊綜等出城勸曹爽前往许昌，然後以皇帝號召擁兵抵抗司马懿。曹爽犹豫不决，桓範又劝曹羲，但曹羲也没有听从。司馬懿接連派許允、陳泰、尹大目等人勸說曹爽投降，並指洛水发誓，允诺只要曹爽罷兵息馬，交出兵權，仍可保留爵位。曹爽犹豫了一夜，最後認為投降雖然會失去政權，但以侯爵身份仍能享受榮華富貴；於是放棄抵抗，而請皇帝罷免自己，並向司馬懿認罪。曹爽兄弟罷官後隨即回到府邸，并遭到司马懿监视。
正月初十（249年2月9日），與曹爽往來甚密的內侍張當，因私自将宫女送给曹爽被抓捕，在廷尉嚴刑拷問下供稱曹爽和何晏計劃三月造反，於是曹爽與其同夥被捕。司马懿让何晏参与审理，何晏自以为能得免，就卖力查案，上奏称一共查出丁谧、邓飏等七家参与，司马懿却说还有一家，何晏问是否就是自己，司马懿承认，并将何晏逮捕。而桓範亦因曾揚言司馬懿謀反，經司蕃供出，被控誣告而下獄，按“诬告反坐”之法作为诬告谋反者按自身谋反治罪，于是與曹爽等人一同處死，並且誅滅三族。后封曹真族孙曹熙为新昌亭侯，邑三百户，延續對曹真祭祀。

## 影響
司馬懿因這次政變，清除以曹爽为首的曹氏宗室在朝中勢力，曹氏宗室日漸薄弱，司馬氏得以作为辅政大臣掌握權力，逐步控制朝政，為日後司馬炎代魏立晉奠下根基。原本属于曹爽一党的鲁芝、辛敞、杨综、王基等在司马氏掌权后，也得到司马氏任用。
蔣濟因此事件認為自己失信於曹爽而自責，憂憤病死。
王凌和令狐愚因高平陵之变，認為魏帝曹芳年幼平庸而司馬懿獨攬大權，於是兩年後發動兵變企圖推翻曹芳和司馬懿，另立曹彪（曹操兒子）為帝，即壽春三叛中第一次。
駐守雍州的夏侯霸因與曹爽有親戚關係，與同時身為征西將軍的侄兒夏侯玄被召入洛邑，由於恐懼會遭司馬氏逼害；同時與自己不和的郭淮出任征西將軍，令他十分不安，因而逃入蜀漢。

## 時下引用
- 此政變在光榮遊戲系列《真·三國無雙6》，《真·三國無雙7》，《真·三國無雙8》開始為晉傳關卡。可操控人物為司馬懿，張春華，司馬師，司馬昭，王元姬
- 《大軍師司馬懿》

### 引用
1. ↑  《三国志卷九 诸夏侯曹传》：初，爽以宣王年德并高，恒父侍之。及晏等进用，咸共推戴，说爽以权重不宜委之于人。初，宣王以爽魏之肺腑，每推先之，爽以宣王名重，亦引身卑下，当时称焉。丁谧、毕轨等既进用，数言于爽曰：“宣王有大志而甚得民心，不可以推诚委之。”由是爽恆猜防焉。礼貌虽存，而诸所兴造，皆不复由宣王。
2. ↑  《三國志》註引《魏末傳》：「宣王令兩婢侍邊，持衣，衣落；復上指口，言渴求飲，婢進粥，宣王持杯飲粥，粥皆流出沾胸。」又多次將荊州說成并州，似乎已經病重得思緒混亂。
3. ↑  《晋书》卷2：宣帝之将诛曹爽，深谋秘策，独与帝潜画....初，帝阴养死士三千，散在人间。
4. ↑  《三国志·魏书四·齐王纪》：嘉平元年春正月甲午
5. ↑  《三国志》卷9注引《魏略》：及宣王起兵，閉城門，以範爲曉事，乃指召之，欲使領中領軍。範欲應召，而其子諫之，以車駕在外，不如南出。範疑有頃，兒又促之。
6. ↑  《三国志》卷9：宣王使許允、陳泰解語爽，蔣濟亦與書達宣王之旨，又使爽所信殿中校尉尹大目謂爽，唯免官而已，以洛水爲誓。
7. ↑  《三国志》卷9注引《魏末传》：爽兄弟歸家，勑洛陽縣發民八百人，使尉部圍爽第四角，角作高樓，令人在上望視爽兄弟舉動。
8. ↑  《三国志·魏书四·齐王纪》：戊戌，有司奏収黄门张当付廷尉
9. ↑  《三国志》卷9：初，張當私以所擇才人張、何等與爽。疑其有姦，收當治罪。當陳爽與晏等陰謀反逆，並先習兵，須三月中欲發，於是收晏等下獄。
10. ↑  《三國志》註引《魏略》：（桓）範出城，顧謂蕃曰：「太傅圖逆，卿從我去！」蕃徒行不能及，遂避側。……會司蕃詣鴻臚自首，具說範前臨出所道。宣王乃忿然曰：「誣人以反，於法何應？」主者曰：「科律，反受其罪。」乃收範於闕下。時人持範甚急，範謂部官曰：「徐之，我亦義士耳。」遂送廷尉。
11. ↑  《三国志卷九·诸夏侯曹传》：嘉平中，绍功臣世，封真族孙熙为新昌亭侯，邑三百户，以奉真后。
12. ↑  《晋书》卷1：嘉平元年春正月甲午，天子謁高平陵，爽兄弟皆從。是日，太白襲月。帝于是奏永寧太后廢爽兄弟。時景帝為中護軍，將兵屯司馬門。帝列陣闕下，經爽門。爽帳下督嚴世上樓，引弩將射帝，孫謙止之曰：「事未可知。」三注三止，皆引其肘不得發。大司農桓範出赴爽，蔣濟言於帝曰：「智囊往矣。」帝曰：「爽與範內疏而智不及，駑馬戀短豆，必不能用也。」於是假司徒高柔節，行大將軍事，領爽營，謂柔曰：「君為周勃矣。」命太僕王觀行中領軍，攝羲營。帝親帥太尉蔣濟等勒兵出迎天子，屯于洛水浮橋，上奏曰：「先帝詔陛下、秦王及臣升於御牀，握臣臂曰『深以後事為念』。今大將軍爽背棄顧命，敗亂國典，內則僭擬，外專威權。羣官要職，皆置所親；宿衞舊人，並見斥黜。根據槃互，縱恣日甚。又以黃門張當為都監，專共交關，伺候神器。天下洶洶，人懷危懼。陛下便為寄坐，豈得久安？此非先帝詔陛下及臣升御牀之本意也。臣雖朽邁，敢忘前言。昔趙高極意，秦是以亡；呂霍早斷，漢祚永延。此乃陛下之殷鑒，臣授命之秋也。公卿羣臣皆以爽有無君之心，兄弟不宜典兵宿衞；奏皇太后，皇太后敕如奏施行。臣輒敕主者及黃門令罷爽、羲、訓吏兵，各以本官侯就第。若稽留車駕，以軍法從事。臣輒力疾將兵詣洛水浮橋，伺察非常。」爽不通奏，留車駕宿伊水南，伐樹為鹿角，發屯兵數千人以守。桓範果勸爽奉天子幸許昌，移檄徵天下兵。爽不能用，而夜遣侍中許允、尚書陳泰詣帝，觀望風旨。帝數其過失，事止免官。泰還以報爽，勸之通奏。帝又遣爽所信殿中校尉尹大目諭爽，指洛水為誓，爽意信之。桓範等援引古今，諫說萬端。終不能從，乃曰：「司馬公正當欲奪吾權耳。吾得以侯還第，不失為富家翁。」範拊膺曰：「坐卿，滅吾族矣！」遂通帝奏。既而有司劾黃門張當，并發爽與何晏等反事，乃收爽兄弟及其黨與何晏、丁謐、鄧颺、畢軌、李勝、桓範等誅之。蔣濟曰：「曹真之勳，不可以不祀。」帝不聽。

初，爽司馬魯芝、主簿楊綜斬關奔爽。及爽之將歸罪也，芝、綜泣諫曰：「公居伊周之任，挾天子，杖天威，孰敢不從？舍此而欲就東市，豈不痛哉！」有司奏收芝、綜科罪，帝赦之，曰：「以勸事君者。」